# 曾英庭
曾英庭（1982年—），臺灣導演兼編劇。與公視合作多年，知名作品有短片《煙火》、《高山上的茶園》及《椰仔》、《双重約會》、《衣櫃裡的貓》、《最後的詩句》、《查無此心》等長片，以及電視劇《用九柑仔店》，曾榮獲金穗獎與優良電影劇本獎，並獲得金鐘獎、台北電影節與多個國際影展入圍肯定。

## 生平
曾英庭生於1982年，獅子座，來自臺灣臺中，現居臺北市。父母為大甲人，在就讀大學以前，均於臺中成長，不論是臺中縣或臺中市（現合併為臺中市）皆居住過一段時間。
曾英庭高中時期就讀國立豐原高級中等學校，在大學時期就讀元智大學資訊傳播系數位媒體設計組，當時因選修兼任講師的影評人藍祖蔚所開設之電影課程，才逐漸開啟對電影的興趣。在他22歲身為大四生的那年，曾英庭經過實作課程的洗禮，立下了當導演的志向。在大學畢業後，曾英庭報考了臺北藝術大學電影創作學系碩士班卻落榜，在他受挫之際，獲得臺灣藝術大學電影學系碩士班的錄取。

## 職涯
曾英庭曾於鄭有傑執導的電視劇《他們在畢業的前一天爆炸》擔任側拍師，於詹凱迪執導的《泳漾》以及臺藝大《巨獸》等短片擔任副導，亦在臺藝大的短片《童畫故事》擔任場記與助導。曾英庭在進入臺藝大後，才真正開始學習擔任一名導演，並在拍攝《夜宿》與《禮物》時，大量地與專業的電影人接觸，而他也在當時立志拍攝三部談論友情、愛情與親情的短片，即前述的兩部作品以及《煙火》。
2011年底，在研究所畢業前夕，曾英庭幾乎同時進行著短片《煙火》與長片《椰仔》的拍攝製作，兩部片皆於2012年推出，並同時榮獲金穗獎。2012年，入選第四屆金馬電影學院學員，並與丁璐、張天輝、黃瑋納、詹前俊與馮可欣等學員共同創作了短片《小聚離》。
《煙火》是仰賴直覺所拍攝出的作品，故事取材自中學至今的好友楊哲凱的親身經歷，並由他倆共同編劇。《煙火》以一對居住於臺中的母子做為主角來描繪親情，意圖用電影來彌補楊哲凱生命中的後悔往事，並帶來希望。該部短片除了獲得獎項肯定外，也收獲影評人的好評。
曾英庭執導的首部長片《椰仔》，由他與陳昱俐共同編劇，並以二百二十萬的小成本製作而成。故事描繪兩代外籍移工與本地人在這塊島嶼上的相遇與冒險，寫實地呈現臺中，並深入探討全臺外籍勞工的現況，以及逃跑問題背後所暗藏的議題。由於該片是在家鄉拍攝，故取得不少親朋好友的幫助，亦獲得臺中的影視補助。評價方面，《椰仔》除了獲得金穗獎的肯定，亦榮獲優等電影劇本獎，也一舉入圍了台北電影節劇情長片獎，並代表臺灣角逐亞太影展。
2015年，曾英庭執導了第二部電視電影長片《双重約會》，這是他首次嘗試愛情輕喜劇片。該片是他從研究所畢業後，在展開苦悶的軍旅生活時，透過楊哲凱的抓姦經歷，和楊哲凱二度合作所撰寫出的喜劇劇本，並在退伍後的一年完成拍攝。
在曾英庭的作品中，自《煙火》以來等三部片都是參加公視的標案，從中取得資金才得以拍成，2016年的第三部長片《衣櫃裡的貓》亦是如此。《衣櫃裡的貓》是取材自臺灣小說家安石榴的同名短篇作品，故事藉貓隱喻，做為角色的寄情之物，描繪一家人如何解開因失去而生的心結，同時該片也是曾英庭對愛貓逝世的一種自我療癒方式。《衣櫃裡的貓》收獲許多好評，不僅以九項入圍強勢問鼎第51屆金鐘獎，還入圍了台北電影節劇情長片獎、金穗獎以及多個影展。
2017年，計畫發展「新創電影」品牌的公視主動向曾英庭邀案，於是他找來施虹如和自己共同編劇，創作了公視的首部新創電影《最後的詩句》。該片是以「青年貧窮」為母題，並和光點華山電影館品牌合作舉辦「後青春 希望無窮」影展。故事以相戀十六年的男女為中心，藉政經界的轉變，反映21世紀青年世代所面臨的社會樣貌，道出他們愛情的殞落。《最後的詩句》同樣取得好評，雖然曾英庭並未入圍個人獎項，但該片還是以八項入圍強勢問鼎第52屆金鐘獎，也入選了釜山國際電影節等多個國際影展。
2023年擔任第60屆金馬獎初選評審委員。

## 創作與風格
曾英庭自大學時期拍攝的短片，到研究所的第一部作品《夜宿》，都是他獨自編劇，但後來他喜歡邀來其他編劇共同執筆，好突破個人思維的盲點。他會先大致完成劇本的架構及分場，再交由另一名編劇增填對白，藉著雙方的交涉來豐富故事內容。由於他自認很懂男人，因此較偏好找女編劇合作，來補足他所缺乏的女性觀點與感受，而其中例外的《煙火》與《双重約會》則是因故事靈感均是來自兼任編劇的好友楊哲凱。曾英庭大約是在拍攝《椰仔》時，發覺自己筆下的女性都太過溫柔、單一，因此他便試著在日後的作品中，描繪不同以往的女性，比如加入自私、邪氣等性格，也勇於嘗試呈現女性的情慾等。
曾英庭會根據每部電影的調性調整拍攝的風格與拍法，並會和攝影師保持緊密的關係，以達到他所想像中的影像形式。也為導演的許富翔便曾在《椰仔》擔任攝影師，與他激盪出不少火花。除了編劇與攝影師外，曾英庭也偏好和劇組中的其他工作人員進行交流，包括美術設計等，好為電影取得更佳的品質。談及他對電影的熱忱，「我很喜歡那種心中的世界逐漸在形成的過程」他說，並認為電影就像個「時光機」，能夠帶給人們精彩的故事。

## 作品
| 年度 | 作品                                  | 導演 | 編劇 | 備註                          |
| ---- | ------------------------------------- | ---- | ---- | ----------------------------- |
| 2002 | 絕命預知                              | 是   | 是   | 短片                          |
| 2003 | 夏天的味道                            | 是   | 是   | 短片                          |
| 2004 | 海曙輓歌                              | 是   | 是   | 短片                          |
| 2005 | 那個時候 Total Shutdown of loneliness | 是   | 是   | 短片                          |
| 2008 | 夜宿                                  | 是   | 是   | 短片                          |
| 2009 | 禮物                                  | 是   | 是   | 短片                          |
| 2010 | 午後的海島                            | 是   | 是   | 實驗短片                      |
| 2012 | 椰仔                                  | 是   | 是   | 公視人生劇展                  |
| 2012 | 煙火                                  | 是   | 是   | 短片；公視學生劇展            |
| 2012 | 小聚離                                | 是   | 是   | 金馬學院作品                  |
| 2015 | 双重約會                              | 是   | 是   | 公視人生劇展                  |
| 2016 | 衣櫃裡的貓                            | 是   | 是   | 公視人生劇展                  |
| 2017 | 最後的詩句                            | 是   | 是   | 公視新創電影                  |
| 2018 | 高山上的茶園                          | 是   | 是   | 短片                          |
| 2019 | 用九柑仔店                            | 是   | 否   | 電視劇                        |
| 2022 | 查無此心                              | 是   | 是   | 電影長片 2023.09.08上映(台灣) |
| 2024 | 來！金來號                            | 是   |      | 電視劇                        |
| 未定 | 醫學系在幹嘛                          | 是   | 否   | 電視劇                        |

## 榮譽
| 年度 | 大獎                               | 獎項                     | 作品         | 結果 | 參            |
| ---- | ---------------------------------- | ------------------------ | ------------ | ---- | ------------- |
| 2012 | 電影短片輔導金                     | 劇情類                   | 煙火         | 獲獎 | [ 33 ]        |
| 2012 | 徵選優良電影劇本                   | 優等劇本獎               | 椰仔         | 獲獎 | [ 10 ]        |
| 2012 | 舊金山電影協會台灣電影日           |                          | 椰仔         | 入选 | [ 34 ]        |
| 2013 | 金穗獎                             | 一般作品類最佳劇情片獎   | 椰仔         | 獲獎 | [ 35 ] [ 5 ]  |
| 2013 | 金穗獎                             | 學生作品類優等獎         | 煙火         | 獲獎 | [ 35 ] [ 5 ]  |
| 2013 | 台北電影節                         | 劇情長片獎               | 椰仔         | 入选 | [ 11 ]        |
| 2013 | 達拉斯亞裔影展                     | 最佳劇情片獎             | 椰仔         | 獲獎 | [ 36 ]        |
| 2013 | 南方獎                             | 劇情片類                 | 椰仔         | 提名 | [ 37 ]        |
| 2015 | 金穗獎入圍暨電影短片輔導金成果影展 | 特別放映單元             | 双重約會     | 入选 | [ 38 ]        |
| 2016 | 徵選優良電影劇本                   | 特優劇本獎               | 最後的詩句   | 獲獎 | [ 39 ]        |
| 2016 | 台北電影節                         | 劇情長片獎               | 衣櫃裡的貓   | 入选 | [ 22 ]        |
| 2016 | 金鐘獎                             | 迷你劇集／電視電影獎     | 衣櫃裡的貓   | 提名 | [ 21 ]        |
| 2016 | 金鐘獎                             | 迷你劇集／電視電影編劇獎 | 衣櫃裡的貓   | 提名 | [ 21 ]        |
| 2016 | 金鐘獎                             | 迷你劇集／電視電影導演獎 | 衣櫃裡的貓   | 提名 | [ 21 ]        |
| 2016 | 亞洲電視大獎                       | 最佳單元劇或電視電影獎   | 衣櫃裡的貓   | 提名 | [ 40 ]        |
| 2016 | 戴維斯國際影展（Davis International Film Festival）                 | 中文劇情長片             | 衣櫃裡的貓   | 提名 | [ 36 ]        |
| 2017 | 曼谷世界電影節                     | 亞洲當代類               | 衣櫃裡的貓   | 提名 | [ 41 ]        |
| 2017 | 金穗獎                             | 一般作品類最佳劇情片獎   | 衣櫃裡的貓   | 提名 | [ 23 ]        |
| 2017 | 上海國際電影節                     |                          | 衣櫃裡的貓   | 提名 | [ 36 ]        |
| 2017 | 達拉斯亞裔影展                     |                          | 衣櫃裡的貓   | 提名 | [ 36 ]        |
| 2017 | 金鷹獎                             | 真人劇情長片             | 衣櫃裡的貓   | 獲獎 | [ 36 ]        |
| 2017 | 釜山國際電影節                     | 新浪潮單元               | 最後的詩句   | 提名 | [ 42 ]        |
| 2017 | 斯德哥爾摩電影節                   | 衝擊單元                 | 最後的詩句   | 入选 | [ 43 ]        |
| 2017 | 多倫多亞洲國際電影節               | 展望銀幕單元             | 最後的詩句   | 入选 | [ 44 ] [ 45 ] |
| 2017 | 聖地牙哥亞洲電影節                 | Asia Pop!                | 最後的詩句   | 入选 | [ 46 ]        |
| 2017 | 亞洲電視大獎                       | 最佳單元劇或電視電影獎   | 最後的詩句   | 提名 | [ 47 ]        |
| 2018 | 柬埔寨國際電影節（Cambodia International Film Festival）               |                          | 最後的詩句   | 入选 | [ 48 ]        |
| 2018 | 亞洲躍動影展（Asian Pop-Up Cinema）                   |                          | 最後的詩句   | 入选 | [ 49 ] [ 50 ] |
| 2018 | 金穗獎                             | 一般作品類最佳劇情片獎   | 高山上的茶園 | 獲獎 | [ 51 ] [ 52 ] |
| 2018 | 新港灘國際電影節                   |                          | 最後的詩句   | 入选 | [ 48 ]        |
| 2018 | 波隆納亞洲電影節 （Asian Film Festival in Bolgona）              | 最佳導演獎               | 最後的詩句   | 獲獎 | [ 48 ]        |
| 2018 | 新加坡華語電影節                   |                          | 最後的詩句   | 入选 | [ 48 ]        |
| 2018 | 溫哥華台灣電影節（Vancouver Taiwanese Film Festival）               |                          | 最後的詩句   | 入选 | [ 48 ]        |
| 2018 | 台北電影節                         | 最佳短片                 | 高山上的茶園 | 入选 | [ 53 ]        |
| 2018 | 台北電影節                         | 社會公義獎               | 高山上的茶園 | 提名 | [ 54 ]        |
| 2018 | 紐約亞洲影展                       |                          | 最後的詩句   | 入选 | [ 48 ]        |
| 2018 | 達拉斯亞洲影展                     |                          | 最後的詩句   | 入选 | [ 48 ]        |
| 2018 | 金鐘獎                             | 迷你劇集／電視電影編劇獎 | 高山上的茶園 | 獲獎 | [ 55 ]        |
| 2018 | 金鐘獎                             | 迷你劇集／電視電影導演獎 | 高山上的茶園 | 提名 | [ 55 ]        |
| 2020 | 金鐘獎                             | 戲劇節目導演獎           | 用九柑仔店   | 獲獎 | [ 56 ]        |
| 2022 | 金馬獎                             | 最佳新導演獎             | 查無此心     | 提名 |               |
| 2023 | 第25屆台北電影獎                   | 最佳劇情長片獎           | 查無此心     | 提名 |               |
| 2023 | 第25屆台北電影獎                   | 最佳導演獎               | 查無此心     | 提名 |               |
| 2023 | 第25屆台北電影獎                   | 最佳編劇獎               | 查無此心     | 提名 |               |
| 2024 | 第5屆台灣影評人協會獎              | 最佳導演                 | 查無此心     | 提名 |               |
| 2024 | 第5屆台灣影評人協會獎              | 最佳劇本                 | 查無此心     | 提名 |               |

## 外部連結
- 曾英庭在互联网电影资料库（IMDb）上的資料（英文）